# Bukowa (Smołdzino)
Bukowa (deutsch Wendisch Buckow, slowinzisch Bʉkʉ̀ɵ̯vă bzw. Bʉkɵvɵ) ist ein Dorf im Powiat Słupski (Kreis Stolp) in der polnischen Woiwodschaft Pommern.

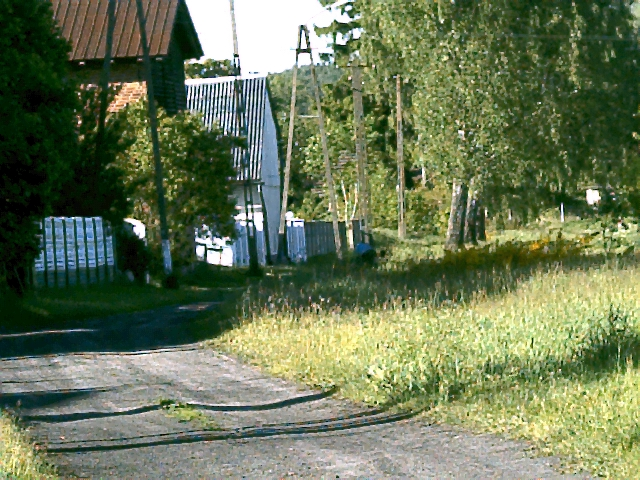
Ortsbild (2005)

## Geographische Lage
Bukowa liegt in Hinterpommern, etwa 17 Kilometer nordöstlich der Stadt Słupsk (Stolp), acht Kilometer südwestlich des Kirchdorfs Smołdzino (Schmolsin) und vier Kilometer südlich des Garder Sees (Jezioro Gardno).

## Geschichte
Bukowa wurde in Form eines kleinen Gassendorfs angelegt. In einer Urkunde aus dem Jahr 1281, mit der der pommerellische Herzog Mestwin II. das Prämonstratenser-Nonnenkloster zu Stolp mit den Steuereinnahmen aus dem Dorf, dem sogenannten Zehnten, ausstattete, erscheint es unter dem Dorfnamen Bukowa. Als der Herzog 1285 das Dorf dem Kloster schenkte, schrieb man Bucousz, 1294 Bukoua und 1485 Buckowen. 1493 taucht erstmals der Ortsname Buckow auf.
Das ehemalige Rittergut Wendisch Buckow war ein altes Lehen der pommerschen Adelsfamilie Bandemer. Um 1784 gab es in Wendisch Buckow zwei Vorwerke, einen Bauern, zwei Halbbauern, acht Kossäten, einen Schulmeister, auf der Feldmark des Dorfs eine Wassermühle und insgesamt 21 Haushaltungen. Auch im 19. Jahrhundert blieb die Familie von Bandemer im Besitz des Gutes Wendisch Buckow. In der ersten Hälfte des 19. Jahrhunderts war Wendisch Buckow Sitz eines Patrimonialgerichts. Werner von Bandemer (1864–1929) besaß die Güter Wendisch Buckow und Gambin. Sein Sohn Jürgen Werner von Bandemer (1899–1939) wird bereits 1928 als Besitzer von Wendisch Buckow genannt. Er begann vormals seine Karriere auf dem Gymnasium in Stolp, dann als Zögling auf dem bekannten Adelsinternat der Ritterakademie zu Brandenburg. Im Krieg als Leutnant in einem Ulanen-Regiment studierte er danach Landwirtschaft in Leipzig (Canitzer). Landwirt wurde er als Besitzer von Kuhnhof bei Gambin, nachfolgend dann die Güter des Vaters, also Gambin und lange Zeit Wendisch Buckow noch dazu. Bandemer ist standesgemäß Mitglied der Deutschen Adelsgenossenschaft und fällt als Rittmeister und Schwadronschef in den ersten Kriegstagen 1939.
Im Jahr 1925 standen in Wendisch Buckow 45 Wohngebäude. Im Jahr 1939 wurden 79 Haushaltungen und 337 Einwohner gezählt. 1938 wurde der Ort in Buchenstein umbenannt. Letzte Besitzerin des Guts vor 1945 war Ursula Steifensand. Sie wird so auch im Ortsverzeichnis unter Wendisch-Buckow (Buchenstein) des letzten Pommerschen Güter-Adressbuch aufgeführt. Zu ihrem Besitz gehört noch das Rittergut Kuhnhof, gesamt 770 ha. Als Verwalter fungierte Karl Sandkamp.
Bis 1945 gehörte Buchenstein zum Landkreis Stolp im Regierungsbezirk Köslin der Provinz Pommern.
Vor 1945 gab es in Buchenstein außer den beiden Gutsbetrieben 32 Bauernhöfe. Die Gemeindefläche war insgesamt 1.065 Hektar groß. In Buchenstein gab es insgesamt vier Wohnorte:
- Borkenkaten
- Buckower Mühle
- Kuhnhof (heute polnisch Komnino)
- Wendisch Buckow

Gegen Ende des Zweiten Weltkriegs wurde die Region um Buchenstein am 9. März 1945 von der Roten Armee besetzt. Im Dorf hielten sich viele Flüchtlinge aus Ostpreußen auf. Ende März mussten die Bewohner das Dorf auf Anordnung der sowjetischen Besatzung für einige Tage verlassen. Im September 1945 übernahmen Polen das Dorf und vertrieben zunächst die die ostpreußischen Flüchtlinge und dann die deutsche Dorfbevölkerung. Buchenstein wurde in Bukowa umbenannt.
Später wurden in der Bundesrepublik Deutschland 125 und in der DDR 152 aus dem Buchenstein vertriebene Dorfbewohner ermittelt.
Der Ort bildet heute ein Schulzenamt in der Gmina Smołdzino (Landgemeinde Schmolsin) im Powiat Słupski (Stolper Kreis) der polnischen Woiwodschaft Pommern.

### Kirche
Im Jahr 1913 wurde Wendisch Buckow innerhalb des Kirchspiels Groß Garde aus der Kirchengemeinde Groß Garde in die neu gegründete Kirchengemeinde Gambin umgepfarrt. Das Kirchspiel Groß Garde gehörte zum Kirchenkreis Stolp-Altstadt. Die vor 1945 in Buchenstein anwesenden Dorfbewohner waren alle evangelischer Konfession.

### Schule
Vor 1945 war in Buchenstein eine Volksschule vorhanden. Im Jahr 1932 war diese Schule dreistufig; zwei Lehrer unterrichtete in drei Klassen 65 Schulkinder.

### Entwicklung der Einwohnerzahl
- 1865: 395[11]
- 1939: 337
- 2010: ca. 60